# Cerkiew Wniebowstąpienia Pańskiego w Belgradzie
Cerkiew Wniebowstąpienia Pańskiego – prawosławna cerkiew w Belgradzie, w jurysdykcji archieparchii belgradzko-karłowickiej Serbskiego Kościoła Prawosławnego.

## Historia
Budowa świątyni miała związek z rozbudową Belgradu. W nowo powstałej dzielnicy skupionej wokół obecnych ulic Królowej Natalii i Gavrila Principa wzniesiono m.in. liczne gmachy wojskowe, w tym Akademię Wojskową, powstały tam również liczne domy mieszkalne, istniała natomiast tylko jedna cerkiew. O budowę nowej zabiegał od lat 30. XIX wieku metropolita belgradzki Michał. Rada miejska zaakceptowała plan i lokalizację obiektu w 1860. Świątynia miała być przeznaczona przede wszystkim dla wojska.
Cerkiew została zbudowana w latach 1861–1862, zaś jej konsekracja miała miejsce 28 marca 1863, gdy dobiegły końca prace nad budową i zdobieniem ikonostasu, który wykonywał Nikola Marković-Raspopović. Uroczystości przewodniczył metropolita belgradzki Michał. W 1881 pierwszy ikonostas świątyni zamieniono na nowy z ikonami Stevy Todorovicia.
W 1912 król Piotr I Karadziordziewić modlił się w świątyni przed rozpoczęciem I wojny bałkańskiej, co upamiętnia zawieszona nad zachodnim wejściem do budynku tablica. Podczas I wojny światowej, w 1914, w cerkiew uderzył pocisk, lecz nie wybuchł. W związku z wojną nie zrealizowano planowanych na 1914 prac remontowych we wnętrzu i na zewnątrz budynku. Przeprowadzono je dopiero w latach 1920–1923, a drugi etap – od 1931 do 1937. W tym też okresie freski we wnętrzu cerkwi wykonał Andrej Bicenko, zaś ikonostas Todorovicia został oczyszczony i częściowo pozłocony. Ponownego poświęcenia budynku dokonał 17 października 1937 metropolita zagrzebski Dosyteusz.
Cerkiew została poważnie uszkodzona podczas niemieckiego bombardowania Belgradu w dniu ataku III Rzeszy na Jugosławię. Prowizorycznej naprawy budynku dokonano w 1945, a następnie w 1947. Remont obiektu miał miejsce w 1958, zaś w 1962 malarz Jaroslav Kratina dokonał renowacji uszkodzonych ikonostasu i fresków. Po zakończeniu prac 25 listopada 1962 konsekracji obiektu dokonał patriarcha serbski German. W 1967 cerkiew otrzymała status zabytku.
Co roku podczas obchodów slavy Belgradu w święto Wniebowstąpienia Pańskiego procesja ulicami miasta udaje się m.in. pod tę cerkiew. Przed znajdującym się na terenie świątyni krzyżem odprawiana jest modlitwa w intencji wszystkich poległych podczas wojen ludzi pochodzących z miasta.
Cerkiew wzniesiona jest na planie prostokąta o długości 26,5 m.